# Id. Rubik Ernő repülőtér
Az esztergomi Id. Rubik Ernő repülőtér (ICAO: LHEM) füves repülőtér Esztergom-Kertváros északi részén, a 111-es főút mellett.
Főleg sportcélokra használják, az ország minden részéről érkeznek ide ejtőernyősök, vitorlázórepülők. A repülőtéren vitorlázórepülő-kiképzés is zajlik Góbé típusú repülőgépeken, valamint lehetőség nyílik utasrepülésre motoros és vitorlázó géppel. Itt működött idősebb Rubik Ernő repülőgépgyára.

## További adatok
- Magasság: 111 m
- Frekvencia: 126,84 MHz

## Története

### Az alapítás

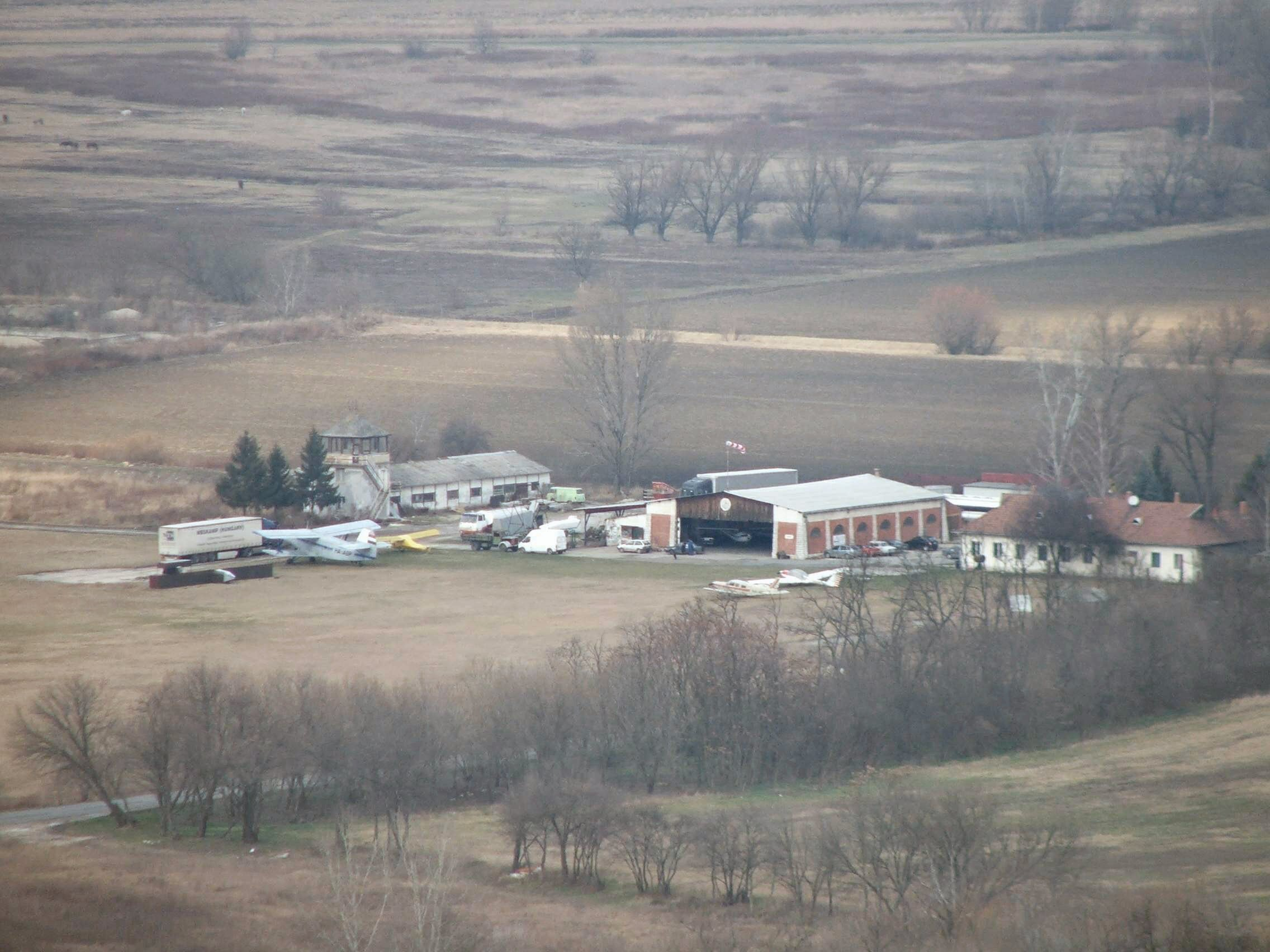
Hangárok a Strázsa-hegyről

Esztergom a magyar repülés egyik legnagyobb múlttal rendelkező városa. Az első világháború előtt a mai repülőtér még csak értéktelen mezőgazdasági terület volt, ezért ott katonai gyakorlatokat tartottak. 1911-ben az V. hadtest gyakorlatakor került négy Etrich Taube repülőgép és vele négy hangársor a repülőtérre. A világháború és a trianoni békeszerződés után a magyar repülőgépipar megszűnt. 1929-ben a szentgyörgymezei plébános, Madaras Aurél elhatározásának köszönhető, hogy a városban beindult a motor nélküli repülés. Az 1932-es évben az általános védkötelezettség miatt megnövekedett az igény a jól képzett pilóták iránt. Ebben az évben alapította meg több próbálkozás után Madaras Aurél Mitter Lajos asztalossal – aki repülőgépek javításával és 1936-tól építésével is foglalkozott – a MOVERO Sportrepülők Esztergomi Szakosztályát, amelynek a magyar Aero Club anyagi támogatást nyújtott. 1933-ban Magyarországon 19 hasonló egyesület működött. Az esztergomi kiképzőközpontban ekkorra már 35 pilótanövendék tanult.

### Rubik Ernő a vállalatnál
Az intézményhez 1936-ban került idősebb Rubik Ernő megbízott műhelyvezetőként. Miután a beindult a Szittya típusú gépek gyártása, további inasokat és nagy összegű hiteleket vettek fel. Az Esztergomban gyártott első R–03 Szittya gépet 1937. szeptember 1-jén Budaörsön, az első R–05 Vöcsök gépet pedig október 1-jén a Hármashatár-hegyen repülték be. A kiképzéseket a kertvárosi Strázsa-hegyen végezték, főleg ezeken a Szittya és Vöcsök gépeken. A Vöcsök fényévekkel megelőzte korát, és átütő sikert ért el. Ettől kezdve rengeteg megrendelés érkezett a gyárhoz, annyira, hogy már az október 1-jei berepülésen is elkelt a gép. Eladásából Rubikék visszafizették tartozásaikat. 1938-ban a vállalat kft.-vé alakult Severlay Zoltán budapesti műszaki kereskedő 14 000 pengő törzstőkéjével. Míg 1934 és 1938 között összesen csak 15 gép készült az esztergomi üzemben, 1938. március és május között ez a szám 27 lett. Ezek a gépek a következőek voltak: 1 db Szittya II (eladási ára: 3500 pengő), 12 db Vöcsök (eladási ára: 1600 pengő) és 14 db Tücsök siklógép (eladási ára: 1300 pengő). A második világháború évei alatt a termelés leállt, és a repülés szünetelt. 1946. augusztus 1-jén a sportrepülés, és vele az esztergomi repülőtér a Közlekedési Minisztérium hatáskörébe került, majd 1948-ban az esztergomi AERO EVER-t is államosították, és szeptemberben motoros kiképzőiskolát alapítottak a városban. 1952 júniusában Esztergom adott otthont az IV. Nemzeti Vitorlázó Versenynek. 1955-ben a repülőgép építő- és javítóüzem Sportárutermelő Vállalatra változtatta nevét, és egyben áttért a fémépítésű repülőgépek és Jak–18 motoros iskolagépek javítására és gyártására. 1958-ban a vállalat ismét nevet változtatott, felvette a Pestvidéki Gépgyár Esztergomi Gyáregysége nevet.

### A repülőgépgyár megszűnése
Rubik Ernőt 1964-ben elmozdították a vállalat éléről, és ezután az általa tervezett repülőgépet, az R–27 Kópét módosításokkal E–31 Esztergom típusnéven gyártották tovább. 1965-ben a vállalat az R–25 Mokány vitorlázógép módosításával létrehozta az R–254 típusú gyakorló vitorlázógépet, majd később itt tervezték és gyártották az EV.1.K Fecske típusú vitorlázógépet is. A gyár 1969-es decemberi bezárásával Magyarországon megszűnt a repülőgépgyártás, de a repülőtér tovább üzemelt. Az egyesületet 1980-ban átvette az MHSZ. 1985-ben a repülőgépgyár újjáalakult, és az osztrák HB Britschkával HB–21 típusú motoros gépeket kezdett gyártani. Ekkor fellendülés következett. A motoros szakosztályok mellett megjelentek a sárkányrepülősök is.

## A rendszerváltás után
A repülőtér neve 1991-ig Felszabadulás reptér volt, ekkor Esztergomi Repülőtérre változtatta a képviselő-testület.
A rendszerváltás után, az MHSZ megszűnésével a repülőtér a GRANTE Antenna Fejlesztő és Gyártó Zrt. tulajdonába került, mely az üzemeltetést is végzi. 1991. augusztus 16-án, délután negyed egykor erre a repülőtérre érkezett az Esztergomot meglátogató II. János Pál pápa. 2007-ben egy új hangár készült el.
A reptéren 2009 májusában rendezték meg hagyományteremtő szándékkal az Országos Közbiztonsági Hétvégét. A kétnapos rendezvényre húszezren látogattak el. A hétvégét Bencze József rendőr altábornagy, országos főkapitány és Habsburg György, a Magyar Vöröskereszt akkori elnöke nyitották meg. Együttműködési megállapodást írtak alá a Rendőrség Országos Véradó napjáról, melynek dátuma minden év február 11, az Esztergomban szolgálatteljesítés közben elhunyt Borbély Zoltán posztumusz rendőr hadnagy emlékére. A műsorok között szerepelt a készenléti Rendőrség zenekara, gyep-show, kommandós-, modell helikopter- , helikopteres légi-, modell repülő-, elsősegély-, ejtőernyős- és hiphop bemutató is. A Magyar Vöröskereszt a Vaszary Kolos Kórház számára rendezett véradást.
A repülőtér 2014-ben vette fel idősebb Rubik Ernő nevét.